# Yasuaki Okamoto
Yasuaki Okamoto (jap. 岡本 賢明 Okamoto Yasuaki; ur. 9 kwietnia 1988) – japoński piłkarz występujący na pozycji pomocnika. Obecnie występuje w Roasso Kumamoto.

## Kariera klubowa
Od 2007 roku występował w klubach Consadole Sapporo i Roasso Kumamoto.